# پول‌ویل (اکلاهما)
پول‌ویل (به انگلیسی: Pooleville) یک منطقهٔ مسکونی در ایالات متحده آمریکا است که در شهرستان کارتر، اکلاهما واقع شده‌است.